# Forn de calç del Castellet de Banyoles I
El Forn de calç del Castellet de Banyoles I és una obra de Tivissa (Ribera d'Ebre) inclosa a l'Inventari del Patrimoni Arquitectònic de Catalunya.

## Descripció
Forn de calç situat als terrenys del Mas del Castellet de Banyoles, proper a un altre forn anomenat Forn de Calç del Mas del Castellet de Banyoles II.
Estructura arquitectònica de planta circular, excavada al terreny, d'uns 2m de diàmetre, reforçada amb murs de pedra i morter.
Es troba coberta per la vegetació circumdant.